# Silnice I/28
Die Silnice I/28 (tschechisch für: „Straße I. Klasse 28“) ist eine tschechische Staatsstraße (Straße I. Klasse).

## Verlauf
Die Straße zweigt in Skršín (Skirschina) von der Silnice I/15 ab und verläuft von dort in generell südlicher Richtung im Westen an Louny (Laun) vorbei, bis sie an der Silnice I/7 endet.
Die Länge der Straße beträgt knapp 15 Kilometer.

## Geschichte
Die Straße wurde zwischen 2000 und 2010 umfassend modernisiert. 